# La tempête de neige balaie la rue

La tempête de neige balaie la rue (en russe Вдоль по улице метелица метёт), aussi connue sous son nom russe de Metelitsa (en russe Mетелица), est une chanson folklorique russe de la fin du XVIIIe siècle. La musique date des années 1840 — on la doit à Alexandre Varlamov.

## La Chanson
Les paroles de la chanson ont d'abord été publiées en 1790 sous le nom de Quel ennui, mère, de passer le printemps seul (Скучно, матушка, весной мне жить одной en russe). En 1817, le poète Dimitri Glébov les retravaille quelque peu, et les republie sous le nom de Quel ennui, mère, de vivre en cœur solitaire (en russe Скучно, матушка, мне сердцем жить одной). Après la mise en musique du texte en 1842, diverses versions suivent, proches à divers degrés de celle de Glébov. 
La Metelitsa figure au répertoire de nombreux artistes, au rang desquels Yossif Kobzon, Sergueï Lemechev, Anna German ou encore les Chœurs de l'armée rouge.

## Paroles de Dimitri Glébov
| Mетелица Вдоль по улице метелица метет, За метелицей мой миленький идет: "Ты постой, постой, красавица моя, Дозволь наглядеться, радость, на тебя! На твою ли на приятну красоту, На твое ли что на белое лицо. Ты постой, постой, красавица моя, Дозволь наглядеться, радость, на тебя! Красота твоя с ума меня свела, Иссушила добра молодца меня. Ты постой, постой, красавица моя, Дозволь наглядеться, радость, на тебя!" | Metelitsa La tempête de neige balaie la rue Et mon cher et tendre la suit "Arrête-toi une minute, ma chérie Que je puisse te voir, la joie soit sur toi ! Qu'elle soit sur ta beauté heureuse, Qu'elle soit sur ton visage blanc. Arrête-toi une minute, ma chérie Que je puisse te voir, la joie soit sur toi ! Ta beauté me rend fou Elle mine l'âme du bon garçon que je suis Arrête-toi une minute, ma chérie Que je puisse te voir, la joie soit sur toi !" |